# Richardsonichthys
Richardsonichthys is een monotypisch geslacht van straalvinnige vissen uit de familie van napoleonvissen (Tetrarogidae). Het geslacht is voor het eerst wetenschappelijk beschreven in 1958 door Smith.

## Soort
- Richardsonichthys leucogaster (Richardson, 1848)